# Soda Springs Falls
Die Soda Springs Falls sind ein segmentierter Wasserfall im Tongariro-Nationalpark im Zentrum der Nordinsel Neuseelands. Er liegt im Oberlauf des Mangatepopo Stream unterhalb des Vulkans Tongariro. Seine Fallhöhe beträgt etwa 15 Meter.
Der Zugang zum Wasserfall ist ein kurzer Stichweg, der zwischen den Vulkanen Tongariro und Ngauruhoe vom Wanderweg Tongariro Alpine Crossing in nordöstlicher Richtung abzweigt.